# Ambient (magazin)
Ambient este o companie din România ce are ca obiect de activitate vânzarea de materiale de construcții. Compania a fost fondată în Sibiu în anul 1993 de omul de afaceri Ioan Ciolan. Toate cele 8 magazine Ambient din Sibiu, Alba Iulia, Blaj, Bistrița, Cluj-Napoca, Mediaș, Râmnicu Vâlcea și Sighișoara sunt operate în sistem de franciză, fiind preluate prin creanțe în urma insolvenței.
Primele 5 magazine de materiale de construcții au fost deschise în Sibiu în 1995, urmate de primul magazin de bricolaj în aprilie 2002.
Ambient, ce și-a concentrat afacerile pe zona Transilvaniei, avea în 2008, peste 15 centre comerciale, 7 magazine de bricolaj, 5 depozite logistice și distribuia o serie de materiale pentru construcții cu peste 2,500 de angajați și afaceri de 852 milioane lei. Ambient intrat în insolvența pe 28 august 2015, cu datorii de peste 260 milioane lei.